# Vlag van Tunesië
De vlag van Tunesië bestaat uit een rood veld met in het midden een witte cirkel met daarin een rode vijfpuntige ster en een rode wassende maan. De halve maan en de ster zijn traditionele islamitische symbolen en worden ook beschouwd als gelukssymbolen. Deze symbolen zijn ook een indicator van de Tunesische geschiedenis als onderdeel van het Ottomaanse Rijk. De rode kleur staat, hoewel deze ook in de Ottomaanse vlag voorkomt, ook symbool voor de strijd tegen de Turkse overheersing.
De Tunesische Bei Hussein II besloot na de Zeeslag bij Navarino op 20 oktober 1827 een vlag voor Tunesië te creëren die qua uiterlijk dicht bij de moderne vlag lag; in 1831 werd hij officieel goedgekeurd. In die vorm bestond de vlag tijdens het Franse protectoraat en op 1 juni 1959 werd hij uitgeroepen tot de staatsvlag van de Republiek Tunesië (in overeenstemming met de Tunesische grondwet). Op 30 juni 1999 werden de verhoudingen en het ontwerp van de vlag verduidelijkt door een speciale wet. Het algemene uiterlijk van de vlag bleef vrijwel ongewijzigd.

## Geschiedenis

### Vorige vlaggen

Vlag van de Bey van Tunis

Tot het midden van de 18e eeuw zijn het ontwerp en de betekenis van de maritieme vlaggen die op schepen in Tunis voeren onbekend. Verschillende bronnen hebben echter bepaalde overeenkomsten tussen de vlaggen kunnen onderscheiden: ze waren ontworpen met een halvemaanvormige vorm in de aanwezigheid van de kleuren blauw, groen, rood en wit. Daarna, en tot het begin van de 19e eeuw, bestond de vlag uit horizontale blauwe, rode en groene strepen, de kleuren van de heersende Husainidische dynastie. Dit soort vlaggen met meerdere banden en onregelmatige contouren wapperden boven op schepen langs de hele kust van Noord-Afrika; soortgelijke vlaggen met andere kleuren en opstellingen werden ook gebruikt in Afrika.
Volgens Ottfried Neubecker, had de Bey van Tunis ook zijn eigen vlag. Deze vlag was waarschijnlijk een eenvoudig persoonlijk vaandel van de heerser, omdat hij boven het Bardo paleis, de Citadel van Tunis, op marineschepen en ook in het midden van het wapen van Tunesië zweefde. Het werd gebruikt bij een aantal openbare ceremonies tot de afschaffing van de monarchie en de uitroeping van de Republiek op 25 juli 1957.
De vlag werd vermoedelijk geïntroduceerd door Hoessein II, hoewel sommige bronnen, zoals Abdel-Wahab, beweren dat de vlag al drie eeuwen eerder werd gebruikt. De vlag was rechthoekig van vorm en verdeeld in negen banen, waarvan de middelste groen was en twee keer zo groot als alle andere banen, terwijl de andere banen afwisselend geel en rood waren. In het midden van de groene baan stond de Zulfikar, het legendarische islamitische zwaard van Ali, met het lemmet in het wit en het handvat veelkleurig. De rode en gele strepen bevatten elk vijf symbolen op gelijke afstand van elkaar, waarvan de volgorde werd afgewisseld tussen elke streep. Deze symbolen waren verdeeld in twee categorieën: een rode zeszijdige ster die leeg is met een schijf van een andere kleur in het midden - ofwel een rode ster en groene schijf of een witte ster en blauwe schijf - en een grote schijf die rechtsonder leeg is met een kleine schijf van een andere kleur, waarbij de combinatie ofwel een kleine rode schijf binnen een grotere blauwe schijf of een kleine gele schijf binnen een grotere groene schijf is. De eerste gele streep bevat drie rode sterren en twee blauwe schijven. De tweede streep, rood van kleur, bevat drie groene schijven en twee witte sterren. De derde streep (tweede gele) is identiek aan de eerste, met de uitzondering dat de ster in het midden wit is, terwijl de vierde streep (tweede witte) identiek is aan de tweede streep.

? Vlag van de Hafsiden (1230-1574)
?? Variant van de vlag van de Hafsiden (15e eeuw)
? Vlag van de Eyalet van Tunis (1574-1705)
? Vlag van de Husainid dynastie (1705-1827)
? Vlag van de Beylik van Tunis (1827-1881)

### Oorsprong van de huidige vlag

Het marinevaandel van de Tunesische marine uit de jaren 1830 en de nationale vlag van Tunesië van 1959 tot 1999, met een iets dunnere halve maan dan in het huidige ontwerp.

Verschillende moslimlanden langs de zuidkust van de Middellandse Zee gebruikten een effen rode marinevlag. Na de vernietiging van de Tunesische marinedivisie in de Zeeslag bij Navarino op 20 oktober 1827, besloot de soevereine leider van de Husainid-dynastie, Hussein II, een vlag te creëren voor de vloot van Tunesië, om deze te onderscheiden van andere vloten. Er zijn enkele discrepanties over de datum waarop de vlag werd aangenomen. De regering stelt dat de vlag in 1831 werd aangenomen, terwijl andere bronnen zoals Siobhan Ryan's Ultimate Pocket Flags of the World beweren dat de vlag in 1835 werd aangenomen.

### Frans protectoraat
Tijdens het tijdperk van het Franse protectoraat in Tunesië is de Tunesische vlag niet veranderd. Volgens een artikel in het Flag Bulletin dat in het najaar van 2000 werd gepubliceerd, werd de vlag van Frankrijk echter gedurende een korte periode tijdens het Franse protectoraat in het kanton van de Tunesische vlag geplaatst. In dezelfde geest verklaarde vexilloloog Whitney Smith dat de toevoeging van de Franse vlag een "wijziging van de onofficiële Tunesische nationale vlag was, die een paar jaar werd gebruikt". Hij voegde eraan toe:
Tunesië, een Frans protectoraat, behield zijn nationale vlag op het land en op zee. Eind 19e eeuw of begin 20e eeuw werd echter een onofficiële versie van de vlag gebruikt met een driekleurig kanton. In 1925 werd een formeel voorstel gedaan om die vlag officieel te maken, maar er werd geen actie ondernomen. Die vlag, die op de omslag van deze uitgave [van het Flag Bulletin] staat, lijkt in geen enkele vexillologische bron te zijn afgebeeld.
Er ontstond verwarring toen in een uitgave van het Franse dagblad Le Petit Journal, gepubliceerd op 24 juli 1904 ter gelegenheid van het bezoek van de bey van Tunis aan Frankrijk, een illustratie was opgenomen met de vlag die werd gebruikt tijdens zijn bezoek aan het Stadhuis van Parijs. Ivan Sache van Flags of the World beweerde dat dit vlagontwerp, dat nog niet eerder was gezien, mogelijk onjuist was, wat suggereerde dat de journalist misschien niet bij de affaire was of dat hij een tekening van de verkeerde vlag had gereproduceerd.

### Voorgestelde vlaggen

Vlag gepland voor de "Arabisch Islamitische Republiek" volgens de beschrijving in een werk van Tahar Belkhodja

Het unieproject tussen Tunesië en Libië in 1973-1974 leidde bijna tot de vereniging van Tunesië en de Grote Libisch-Arabische Socialistische Volks-Jamahiriyah. Na een ontmoeting tussen Habib Bourguiba en Moammar al-Qadhafi las de Tunesische minister van Buitenlandse Zaken Mohamed Masmoudi een gezamenlijke verklaring voor:
De twee landen zullen één republiek vormen, de Arabisch Islamitische Republiek, met één grondwet, één vlag, één president, één leger en dezelfde uitvoerende, wetgevende en rechtelijke organen. Op 18 januari 1974 wordt een referendum georganiseerd.
Maar door de tegenstand die zowel binnen het regime als in het buitenland ontstond, werd Bourguiba gedwongen om terug te krabbelen en het project te laten varen onder het voorwendsel van de ongrondwettelijkheid van het referendum. De vlag zelf zou de kleuren hebben aangenomen van de vlag van Libië, die zweefde tussen 1972 en 1977, maar de valk in het midden van deze zelfde vlag zou zijn vervangen door de ster en de Tunesische rode maan, zoals het verdrag van de unie het beschrijft:
Vlag: de Tunesische ster en halve maan in het midden van wit, dan rood en zwart